# Tankmonument (Antwerpen)

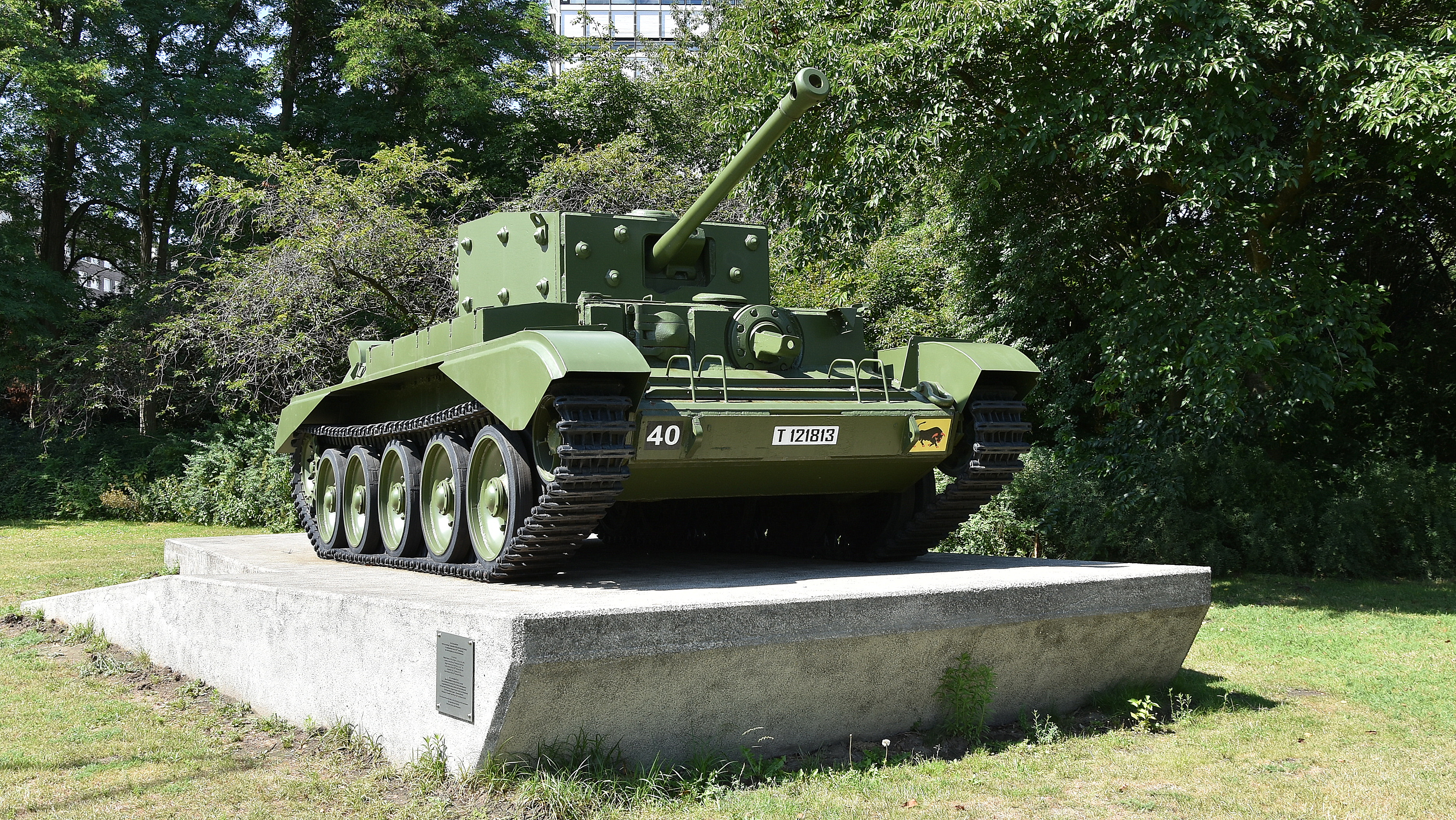
Het tankmonument

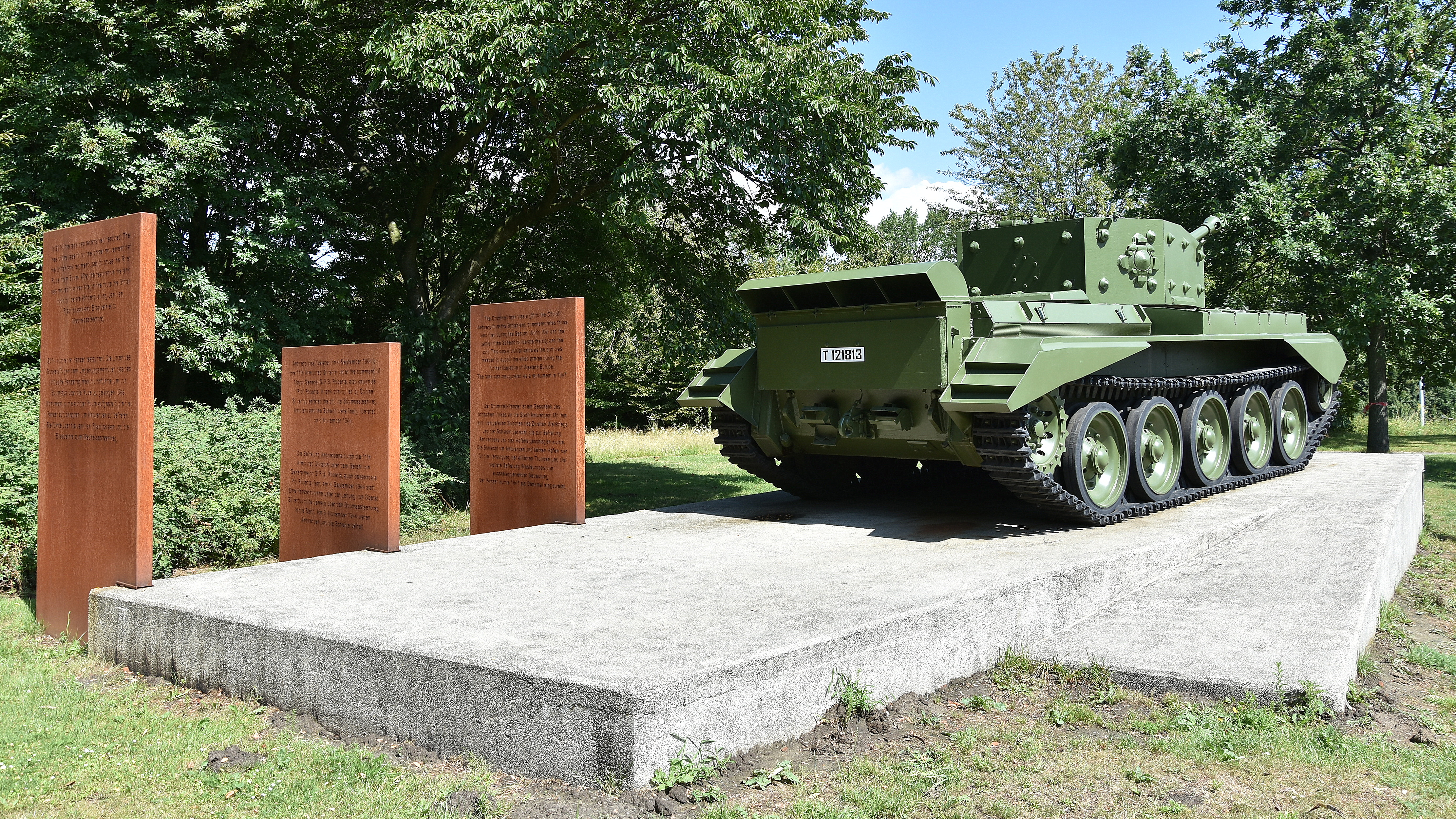
Het tankmonument

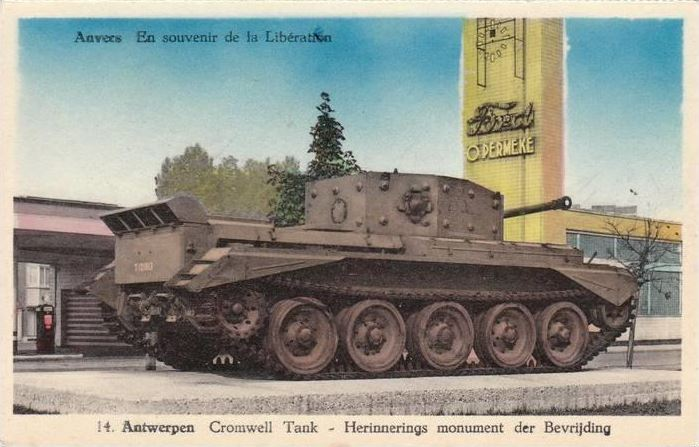
Ansichtkaart, eind jaren '40

Het Tankmonument is een oorlogsmonument in de Belgische stad Antwerpen. Het tankmonument staat aan de Jan Van Rijswijcklaan (N177) tegenover de Antwerp Expo, vlak bij de Ring om Antwerpen. De tank is van het type Cruiser Cromwell.
Door de tijd stond de tank op verschillende plaatsen, waaronder ook aan de Boomsesteenweg aan het Olympiadekruispunt en het Generaal Robertsplantsoen.

## Geschiedenis
Op 4 september 1944 werd tijdens de Tweede Wereldoorlog Antwerpen bevrijd van de Duitse bezetting. De 11de Britse Pantserdivisie trok toen via de Jan Van Rijswijcklaan Antwerpen binnen.
In 1947 werd de Cromwelltank door de Britten geschonken aan de stad Antwerpen. De tank werd ter herinnering aan de bevrijdingsintocht geplaatst in de buurt van de Jan Van Rijswijcklaan.
In 1971 werd de tank hersteld.
In 2011 begon men met de restauratiewerkzaamheden. Het arsenaal van Rocourt, officieel ‘Competentie Centrum Rollend Materieel en Bewapening’, heeft de restauratie gedaan. In 2014 werd de tank teruggeplaatst op een nieuwe sokkel en werd het naar de huidige locatie verplaatst.

## Opschrift
Bij de tank staat het volgende opschrift te lezen:

De Cromwelltank
werd op zondag 7 september 2014 plechtig ingehuldigd
ter gelegenheid van de 70ste herdenking

van de bevrijding van de stad Antwerpen.
Ter ere van Major General GPB Roberts, commander of the IIth Armoured Division,
Major General JB Churcher, commander of the 159th Infantry Brigade, 
Brigadier CBC Harvey, commander of the 29th Armoured Brigade.